# Конфедерация государств Сахеля
Конфедерация государств Сахеля — конфедерация, образованная между государствами Мали, Нигер и Буркина-Фасо.  
Изначально тесное сотрудничество было в рамках оборонительного пакта 26 сентября 2023 года. Окончательно преобразовано в конфедерацию 6 июля 2024 года. 

## История
В начале июля 2024 года лидеры Мали, Нигера и Буркина-Фасо подписали договор о создании Конфедерации государств Сахеля. Все эти государства расположены на территории Сахеля. Подписание этого договора состоялось на саммите Альянса сахельских государств 6 июля 2024 года.
Лидеры этих стран ранее вышли из состава ЭКОВАС.

## Международное сотрудничество
Конфедерация государств Сахеля с 2023—2024 годов имеет некоторые внешние связи, обеспечивающие сотрудничество между сторонами. Вот некоторые из них:
| Дата           | Государство | Примечание |
| -------------- | ----------- | --- |
| 4 декабря 2023 | Россия      | Сотрудничество Российской Федерации с Конфедерацией началось с 2023 года, когда было объявлено военное сотрудничество с Нигером.                                                            |
| 17 июля 2024   | Турция      | Сотрудничество с организацией началось с переговоров министров Турции и Нигера по поводу сделок в областях обороны, торговли, энергетики и добычи полезных ископаемых.                      |
| 23 июля 2024   | Того        | Сотрудничество Того с конфедерацией началось с совместного проекта о единой таможенной зоне, которая позволит членам конфедерации иметь возможность прохода в море и морские торговые пути. |